# Станичене
Станичене е село в община Пирот, Сърбия.

## География
Намира се на река Нишава и отстои на 2 км южно от пътя Ниш – Пирот, на 10 км северно от Пирот по него и на 18 км преди Бела паланка.

## Средновековната българска църква Св. Никола в Станичене
Църквата Света Петка, понастоящем, а в средновековието Свети Никола, в селото е една от най-старите църкви в Понишавието. Тя е неголяма еднокорабна сграда от края на 13 век, която е изписана в 1331 – 1332 година. Ктиторският надпис запазен запазен в храма гласи:
„Благословлением Отца и совершением Сина и поспешением Святаго Духа, съгради се и изобрази се този свят храм на Свети Никола със средствата на Арсений и Евтимия и Костандин (...) в дните на благоверния Цар Йоан Асен, и на господина Белаур в годината 6840“ (1331 – 1332).
Храмът и стенописите му са изследвани през 70-те години на 20 век от Радивое Любинкович и е реставриран и консервиран в 1979 г. Под възрожденския е разкрит пласт с фрески от 14 век. При разкопките се оказва, че неголямата църква, всъщност е и семеен мавзолей, излизат няколко представителни гроба в които са положени представители на българската болярска фамилия, някои от които са изобразените ктитори в стенописите на храма. Открити са златовезани царски церемониални одежди, сребърни накити, български сребърни и бронзови монети от ХIV в. В зидания засводен гроб, с № 15 са открити споменатите останки на залаототъкани одежди, в които е бил облечен покойникът. По дължината на цялата лява страна на скелета, от раменете до малко над коленете са се запазили значителни части на представителна церемониална златоткана дреха затваряща се на гърдите и по ръкавите с редове сребърни позлатени копчета. Върху това стоят големи фрагменти от везани със злато ленти със запазени уникални изображения на двуглави орли, символ на царското достойнство, птици сред флорални мотиви, елен и декоративни орнаменти. Краищата на лентите завършват със златовезан подпис, в който се чете името на българския цар Иван Александър".

### Царските български моногроми и церемониални златни одежди
Златните монограми на цар Иван Александър са шест, поставени сред фигури на животни и растителните мотиви, символизиращи райското дърво, изпълнени са в правоъгълни полета рамкирани с дебела линия. Целият фон и самите текстове са извезани със златна сърма. Находките са изследвани от Алексаднра Нитич и публикувани в 2001 г., отнесени са в Народния музей в Белград.
„Подписите“ на българския цар са еднотипни, състоят се от по четири думи, оформени като монограми – калиграфско свързване на буквите в една дума, особено често използвано в България през ХIV в. Те имат еднакво съдържание:

„Йоан Александър, цар на българи и на гърци“.

Българският владетел приема тази титулатура след като разгромява Византийския император при Росокастро в 1332 г. Монограмите по златовезаните аристократични костюми несъмнанно говорят, че са били носени от цар Иван Александър.
Според проф. Н. Овчаров, Иван Александър ги е дарил като отличие на свой близък високопоставен български феодал – севастократор, кесар или деспот, управлявал Нишката област на българското царство. Напоследък се появи и становище, че е възможно погребаният да е порасналият син Крубан, достигнал също високо положение при Иван Александър, но според Смилка Габелич, един от първите изследователи на Станичене, погребаният е изобразения в стенописите главен ктитор на храма Константин. B Лондонското четвероевангелие на Иван Александър, високопоставеният български феодал деспот Константин е показан като съпруг на една от царските дъщери и зет на царя и е облечен в също такава церемониална дреха с двуглави орли. Надписът на миниатюрата изработена по поръчка на българския цар гласи:

„Константин деспот, зет на великия цар Иван Александър“

## Демография
Селото както мното други в Понишавието постепенно се обезлюдява. Според преброяването от 2002 година има 609 жители
Демографска динамика и обезлюдяване на Станичене